# Lucicutia curta
Lucicutia curta är en kräftdjursart som beskrevs av Farran 1904. Lucicutia curta ingår i släktet Lucicutia och familjen Lucicutiidae. Inga underarter finns listade i Catalogue of Life.